# کفتار وحشتناک
کفتار وحشتناک (نام علمی: Dinocrocuta) یک سرده گوشت‌خوار و منقرض‌شده از گربه‌سانان است که بین اواسط تا اواخر میوسن در آفریقا و اوراسیا زندگی می‌کرد. کفتار وحشتناک با وجود ظاهر کفتارمانند خود از اعضای خانواده کفتاران محسوب نمی‌شود و به خانواده‌ای منقرض‌شده از گربه‌سانان به نام Percrocutidae تعلق داشت.

## ویژگی‌ها

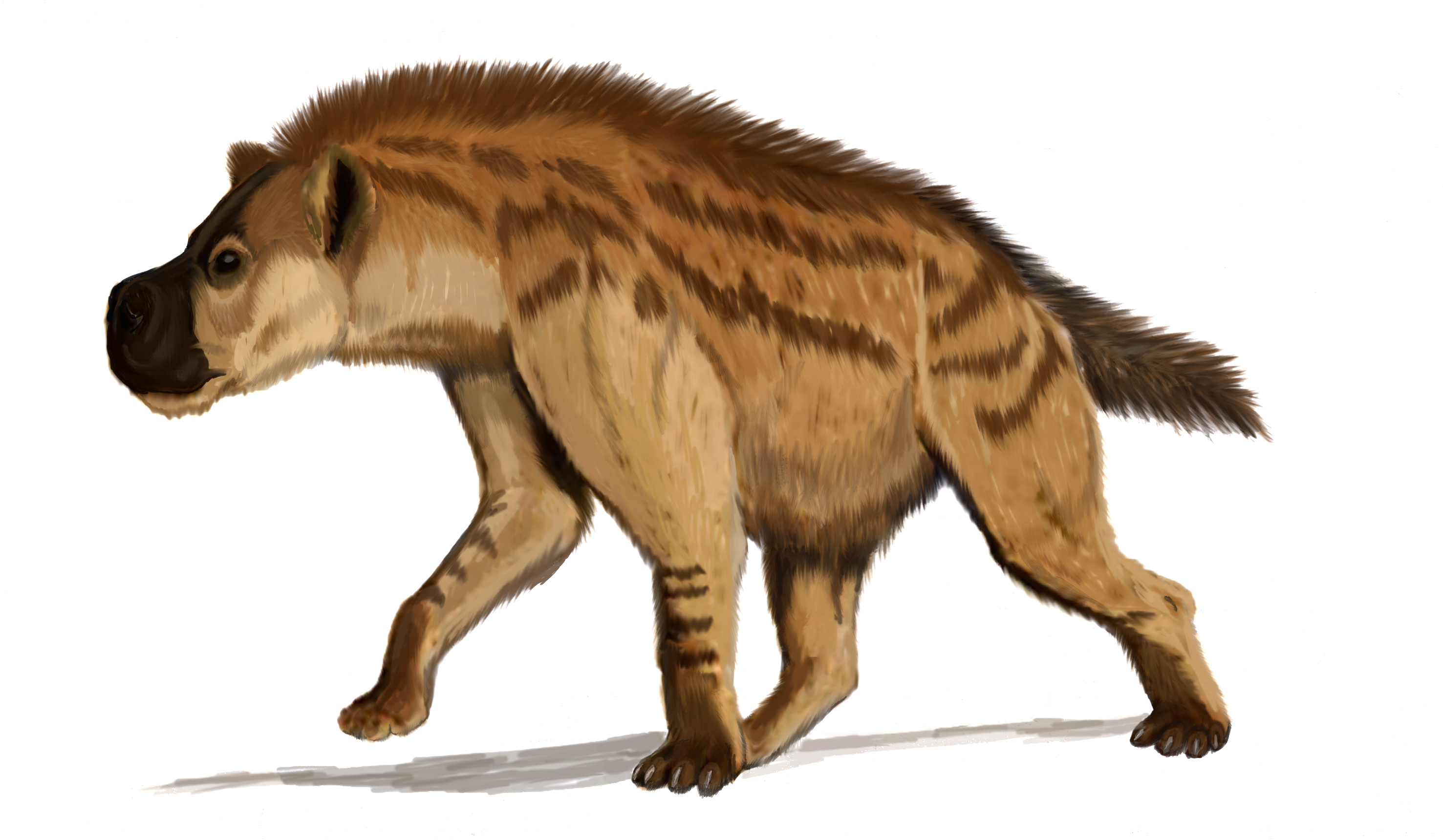
نگاره‌ای خیالی از کفتار وحشتناک بر اساس سنگواره

کفتار وحشتناک حدود طول حدود ۱٫۹ متر طول و حدود ۱٫۳ متر ارتفاع داشته و وزنش به حدود ۳۰۰ کیلوگرم می‌رسیده که قابل مقایسه با وزن بزرگ‌ترین ببرهای امروزی است. در میان گربه‌سانان تنها شیر آمریکایی و چاقودندان از وزن بیشتری نسبت به کفتار وحشتناک برخوردار بودند. این جانور دارای جمجمه‌ای ۴۳ سانتی‌متر و آرواره‌ای بسیار قدرتمند بود و می‌توانست جانورانی با اندازه بسیار بزرگ‌تر از خود مانند کرگدن‌ها را نیز شکار کند. مشخص نیست که کفتار وحشتناک یک جانور منفرد بوده و یا جانوری اجتماعی بوده‌است.